# Avstrija
Republika Avstrija (nemško Republik Österreich, nemška izgovorjava: ) je srednjeevropska zvezna republika in celinska država s približno 9 milijoni prebivalcev. Avstrija meji na Lihtenštajn in Švico na zahodu, Italijo in Slovenijo na jugu, Madžarsko in Slovaško na vzhodu ter Nemčijo in Češko na severu. Ozemlje Avstrije pokriva 83.883 km²; na njem prevladuje alpsko podnebje, prisotno pa je tudi celinsko podnebje. Avstrijsko površje je zelo gorato, saj večino države pripada Alpam; le 32 % ozemlja države leži pod 500 m, najvišji vrh pa je Veliki Klek (Großglockner) z 3.798 m n. m.
Večina prebivalstva govori bavarsko narečje nemščine; uradni jezik države je avstrijska nemščina v standardni obliki. Drugi lokalno omejeni uradni jeziki so na območjih z narodnostnimi manjšinami še gradiščanščina, madžarščina in slovenščina.
Začetki sodobne Avstrije segajo nazaj do časov Habsburške dinastije, ko je bilo ozemlje države večinoma del Svetega rimskega cesarstva. Od časa reformacije je precej severnonemških princev, ki so sovražili cesarja, izrabilo protestantizem kot izgovor za upor. Tridesetletna vojna, vpliv Kraljevine Švedske in Francije, vzpon Prusije in napoleonske vojne so vsi skupaj oslabili cesarjev položaj v Severni Nemčiji, na jugu in v ne-nemških delih cesarstva pa so cesar in katolištvo ohranili nadzor. V 17. in 18. stoletju je Avstrija uspela zadržati svoj položaj kot ena od evropskih velesil in, kot odgovor na Napoleonovo kronanje za francoskega cesarja, so leta 1804 uradno proglasili Avstrijsko cesarstvo. Po Napoleonovem porazu je Prusija postala glavni avstrijski tekmec za nadvlado v širšem nemškem področju. Avstrijski poraz proti Prusiji v bitki pri Königgrätzu med avstrijsko-prusko vojno je leta 1866 omogočil Prusiji nadzor nad ostalo Nemčijo. Leta 1867 se je cesarstvo na podlagi reform preimenovalo v Avstro-Ogrsko. Po francoskem porazu v francosko-pruski vojni leta 1870 je Avstrija ostala izven sestava novega Nemškega cesarstva, čeprav je v naslednjih desetletjih svojo politiko in zunanje zadeve vodila v veliki skladnosti z Nemškim cesarstvom pod pruskim vodstvom. Med krizo leta 1914, ki je sledila atentatu na nadvojvodo Franca Ferdinanda, je Nemčija vodila Avstrijo k ultimatu Srbiji, kar je na koncu sprožilo Prvo svetovno vojno.
Po razpadu Habsburškega cesarstva ob koncu prve svetovne vojne leta 1918 je Avstrija prevzela in uporabljala ime Republika Nemška Avstrija (Deutschösterreich) kot poskus združevanja z Nemčijo, vendar so ji to prepovedali na podlagi sporazuma iz Saint-Germaina iz leta 1919. Prva Republika Avstrija je bila tako ustanovljena leta 1919. S pripojitvijo (Anschluss) jo je leta 1938 okupirala in si jo pripojila nacistična Nemčija. To je trajalo do konca Druge svetovne vojne leta 1945, ko so jo, tako kot Nemčijo, zasedli zavezniki in ponovno vzpostavili njeno demokratično ustavo. Z avstrijsko državno pogodbo iz leta 1955 je Avstrija ponovno postala suverena država, s čimer se je zaključila njena okupacija. Tega leta je avstrijski parlament sprejel tudi deklaracijo o nevtralnosti in se z njo zavezal k stalni nevtralnosti Republike Avstrije v mednarodnih odnosih. Po Avstrijski državni pogodbi je posebne pravice dobila tudi slovenska manjšina na avstrijskem Koroškem, toda pri uveljavljanju teh pravic se zapleta še desetletja po formalni podelitvi.
Danes je Avstrija parlamentarna predstavniška demokracija, ki jo sestavlja devet zveznih dežel. Njeno glavno in največje mesto z 1,9 milijona prebivalci je Dunaj. Avstrija je ena najbogatejših držav na svetu, s kosmatim domačim proizvodom na prebivalca 46.330 USD (ocena iz 2012). V državi se je oblikoval visok življenjski standard; tako je leta 2011 Avstrija prišla na 19. mesto na lestvici držav po indeksu človekovega razvoja. Od leta 1955 je Avstrija članica Organizacije združenih narodov, Evropske unije od leta 1995, in ena od ustanovnih članic OECD. Avstrija je od 1995 podpisnica Schengenskega sporazuma, in od leta 1999 uporablja tudi skupno evropsko valuto, evro. 
Po podatkih iz leta 2014 predstavljajo storitve 69 % kosmatega domačega proizvoda, industrija 29 % in kmetijstvo 2 %. Za Slovenijo je avstrijsko gospodarstvo takoj za Nemčijo in Italijo tretji največji zunanjetrgovinski partner in največji investitor, gospodarstvi pa sta vedno bolj prepleteni. Za Avstrijo je Slovenija kot zunanjetrgovinski partner na približno 15. mestu.

## Izvor besede Avstrija
Nemško ime za Avstrijo, Österreich, pomeni »vzhodna posest« ali »vzhodno cesarstvo«, in je povezano z besedo Ostarrîchi, ki se je prvič pojavila v listini iz leta 996. Ta beseda je najverjetneje prevod iz srednjeveške latinščine, Marchia orientalis, v lokalno (bavarsko) narečje. V istem času je bila Avstrija Bavarska prefektura, ustanovljena leta 976. Sama beseda »Austria« je okrajšava za polatinjen izraz Marcha austriaca v pomenu »Vzhodna mejna dežela«. Izraz je bil prvič zabeležen v 12. stoletju in se nanaša na položaj dežele na vzhodnem robu kraljestva Karla Velikega. V tistem času je bil obdonavski bazen Zgornje in Spodnje Avstrije najvzhodnejše bavarsko ozemlje in v praksi skoraj večinoma poseljeno z Germani, medtem ko so na ozemlju bivše Vzhodne Nemčije prevladovali slovanski Lužiški Srbi in Polabci.
Sodobni avstrijski zgodovinar Friedrich Heer v svoji knjigi Der Kampf um die österreichische Identität (Boj za avstrijsko identiteto), trdi, da germanska oblika Ostarrîchi ni prevod latinske besede, temveč naslednik mnogo starejšega imena, katerega korenine naj bi iskali v keltskih jezikih starodavne Avstrije: pred več kot 2.500 leti je lokalno keltsko prebivalstvo (halštatska kultura) večji del dežele imenovalo Norig; po Heeru, je no- ali nor- pomenilo »vzhod« ali »vzhoden«, medtem ko je -rig povezan s sodobno nemško besedo Reich, kar pomeni »posest«. V skladu s tem bi Norig v osnovi pomenil enako kot Ostarrîchi in Österreich, in iz tega Austria. Hipoteza med strokovnjaki še ni sprejeta. V zgodovini je bilo keltsko ime polatinjeno v Noricum po rimskem zavzetju večine dežele okoli leta 15 pr. n. št. Norik je kasneje, sredi 1. stoletja, postal rimska provinca.

## Zgodovina

### Od prazgodovine do Habsburžanov
Srednjevropsko ozemlje sedanje Avstrije, ki je bilo naseljeno že v prazgodovini, so v predrimskem času zavzela različna keltska plemena; zgodnja železna doba se po najdbah v Hallstattu celo imenuje Halštatska doba ali Halštatska kultura, ki datira v 9. do 6. stoletje pr. n. št. Keltsko Noriško kraljestvo so kasneje zavzeli Rimljani in iz njega naredili provinco. Carnuntum (sedanji Petronell) blizu Dunaja je bil pomemben vojaški tabor in kasneje glavno mesto province Zgornja Panonija. Carnuntum je bil skoraj 400 let dom okoli 50.000 prebivalcem. Pomembno je bilo tudi mesto Virunum na današnjem avstrijskem Koroškem; na območju današnjega Dunaja pa je že v predrimskem času stala naselbina Vindobona.
Po padcu rimskega imperija so ozemlje napadli Huni, Langobardi, Ostrogoti, Bavarci, Slovani in Avari. Karel Veliki je zavzel območje leta 788, vzpodbujal kolonizacijo in širil krščanstvo. Kot del vzhodne Frankije so bili glavni deli sedanje Avstrije podeljeni Babenberžanom. Območje je bilo znano kot Vzhodna mejna krajina (Marchia Orientalis) in je leta 976 prešlo v last Leopolda I. Babenberškega.
Prva omemba imena Avstrija je iz leta 996, kjer je zapisana kot Ostarrîchi, kar se nanaša prav na ozemlje Babenberške mejne krajine. Leta 1156 je listina Privilegium Minus povzdignila Avstrijo v status vojvodine. Leta 1192 so Babenbergi pridobili tudi Štajersko. S smrtjo Friderika II. Babenberškega leta 1246 je linija Babenberžanov izumrla. Posledično je oblast nad Avstrijo, Štajersko in Koroško prevzel češki kralj Otokar. Njegove vladavine je bilo konec leta 1278 po porazu v bitki na Moravskem polju, kjer ga je premagal Rudolf I. Habsburški. Od tedaj do konca prve svetovne vojne je zgodovina Avstrije tesno povezana s Habsburžani.

### Srednji vek
V 14. in 15. stoletju so Habsburžani začeli pridrževati province v okolici avstrijskega vojvodstva. Leta 1438 je bil vojvoda Albert V. izbran za naslednika svojega tasta, cesarja Sigismunda. Čeprav je Albert vladal le nekaj let, je bil od tedaj dalje (razen ene izjeme) vsak cesar Svetega rimskega cesarstva iz rodbine Habsburžanov. 
Habsburžani so prav tako pričeli prevzemati ozemlje izven dednih dežel. Leta 1477 je Maksimilijan I., edini sin cesarja svetega rimskega cesarstva Friderika III., oženil naslednico Marijo Burgundsko in s tem za družino pridobil večino Nizozemske. Njegov sin Filip I. Kastiljski se je poročil z Ivano Blazno, naslednico kastiljske in aragonske krone, in s tem za Habsuržane pridobil še Španijo ter njena italijanska, afriška in ameriška ozemlja.
Leta 1526 sta po bitki pri Mohaču Češka in del Madžarske, ki sta spadali pod Osmansko cesarstvo, prešli pod avstrijsko vladavino. Osmansko prodiranje na Madžarsko je vodilo v pogoste spopade med obema cesarstvoma, kar je bilo še posebej očitno med t. i. dolgo vojno med letoma 1593 in 1606. Turki so skoraj izvedli skoraj dvajset vpadov na Štajersko, nekateri od njih so bili opisani kot »požiganje, ropanje in zasužnjevanje tisočev«.

### 17. in 18. stoletje
Med dolgo vladavino cesarja Leopolda I. (1657–1705) in po uspešni obrambi Dunaja leta 1683 (pod poveljstvom poljskega kralja Janeza III.), je več vojnih pohodov na koncu leta 1699 prineslo celotno ozemlje Madžarske pod avstrijsko okrilje.
Cesar Karel VI. je izgubil precej pridobitev imperija iz preteklih let, zlasti zaradi grozečega izumrtja habsburške dinastije. Karel je bil pripravljen žrtvovati veliko ozemlja in vpliva v zameno za priznanje Pragmatične sankcije, s katero je svojo hčer Marijo Terezijo postavil za naslednico. Čeprav so se mnogi evropski monarhi s pragmatično sankcijo ob njenem nastanku strinjali, se je po Karlovi smrti leta 1740 začela vojna za avstrijsko nasledstvo. Avstrija je po več vojnah s Prusijo izgubila Šlezijo. Marija Terezija pa je za cesarstvo pomembna zaradi napredka, ki ga je kot pripadnica razsvetljenega absolutizma sprožila v času svoje vladavine.
Z vzponom Prusije se je v Nemčiji pričelo obdobje avstrijsko-pruskega dualizma. Avstrija je skupaj s Prusijo in Rusijo sodelovala pri prvem in tretjem razdeljevanju Poljske (v letih 1772 in 1795).

### 19. stoletje
Avstrija se je kasneje zapletla v vojno z revolucionarno Francijo, na začetku zelo neuspešno, z vrsto zaporednih porazov, ki jim jih je zadal Napoleon in so na koncu privedli h koncu Svetega rimskega cesarstva leta 1806. Dve leti prej, leta 1804, je nastalo Avstrijsko cesarstvo. Leta 1814 je bila Avstrija del zavezniških sil, ki so napadle Francijo in h koncu privedle obdobje napoleonskih vojn. 
Iz Dunajskega kongresa leta 1815 je izšla kot ena izmed štirih vodilnih sil in kot priznana velesila. Istega leta je bila pod avstrijskim predsedstvom ustanovljena Nemška konfederacija (Deutscher Bund). Zaradi nerešenih družbenih, političnih in narodnostnih trenj so nemške dežele pretresle revolucije leta 1848; le-te so težile k združeni Nemčiji.
Združena Nemčija bi bila možna tako kot Velika Nemčija ali kot Velika Avstrija ali pa le kot Nemška konfederacija brez Avstrije. Ker se Avstrija ni bila pripravljena odpovedati nemško govorečim ozemljem v korist slednje, leta 1848 nastalemu nemškemu cesarstvu, so krono novega cesarstva ponudili pruskemu kralju Frideriku Viljemu IV. Leta 1864 sta se Avstrija in Prusija skupaj bojevali proti Danski in ohranili neodvisnost vojvodin Schleswig in Holstein od Danske. Toda ker se o upravljanju teh vojvodin nista zmogli dogovoriti, sta se leta 1866 zapletli v avstrijsko-prusko vojno. Po porazi proti Prusiji v bitki pri Königgrätzu je bila Avstrija primorana zapustiti konfederacijo in posledično ni več sodelovala pri nemški politiki.
Avstro-Ogrski kompromis iz leta 1867, Ausgleich, je pod vladavino Franca Jožefa I. uvedel dvojno suverenost Avstrijskega cesarstva in Madžarskega kraljestva. Cesarstvo pod avstrijsko-madžarsko oblastjo je bilo raznoliko in je vključevalo različna slovanska ljudstva, med njimi Hrvate, Čehe, Poljake, Rusine, Srbe, Slovake, Slovence ter Ukrajince, poleg teh pa tudi številčne italijanske in romunske skupnosti. 
Posledično je bilo vladanje Avstro-Ogrski vedno bolj težavno v luči nastajajočih nacionalističnih gibanj, kar je zahtevalo znatno naslanjanje na obsežno tajno policijo. Kljub vsemu se je centralna obast (Franc Jožef je bil vseeno pripadnik razsvetljenstva) trudila z reformami, s katerimi bi delno ugodila novim težnjam. Tako je bil npr. Reichsgesetzblatt z zakoni in uredbami Cislajtanije izdan v osmih jezikih, vse narodnosti pa so lahko ustanavljale šole v lastnem jeziku ter imele pravico do uporabe lastnega jezika v uradnih postopkih.
Dunaj je zlasti v tem obdobju bil za Slovence pomemben kot nekdanja prestolnica, ki so ji s svojim delovanjem dali pečat tudi številni Slovenci. Kot ključni študijski center za naše kraje je ob koncu 19. stoletja pritegoval glavnino naših tedaj bodočih kulturnikov in intelektualcev, ki so tam preživeli nekaj let, nekateri pa so ostali tudi desetletja ali vse življenje; med njimi so tako Ivan Grohar, Ivan Cankar, Jože Plečnik in Maks Fabiani. V Avguštineju na Dunaju so se šolali tudi številni bodoči slovenski duhovniki.

### 20. stoletje
Leta 1908 je Avstro-Ogrska v drugem ustavnem obdobju Osmanskega cesarstva našla izgovor za pripojitev (aneks) Bosne in Hercegovine. Atentat nad nadvojvodom Francem Ferdinandom in njegovo ženo, ki ga je poleti leta 1914 v Sarajevu izvedel Srb Gavrilo Princip so vodilni avstrijski politiki in generali izkoristili in prepričali cesarja, da je napovedal vojno Srbiji (glej Avstro-ogrski ultimat Srbiji), s tem pa tvegali in nato tudi sprožili izbruh prve svetovne vojne, ki je navsezadnje po porazu centralnih sil privedla do razpada Avstro-Ogrske; ena izmed novo nastalih držav je bila tudi Avstrija. V vojni je umrlo okrog milijona in pol avstro-ogrskih vojakov, od tega približno 35.000 Slovencev.

#### Ureditev po prvi svetovni vojni
21. oktobra 1918 so se nemški poslanci državnega zbora (parlamenta avstrijske polovice Avstro-Ogrske) sestali na Dunaju kot začasna narodna skupščina za Nemško Avstrijo (Provisorische Nationalversammlung für Deutschösterreich). 30. oktobra je ta skupščina ustanovila državo Nemško Avstrijo in izvolila vlado, imenovano državni svet (nemško Staatsrat). Novo vlado je cesar Karel I. Habsburško-Lotarinški povabil k pogovorom o premirju z Italijo, vendar se v to ni želela vpletati. 
To je odgovornost za zaključek vojne 3. novembra 1918 preneslo izključno na cesarja in njegovo vlado. 11. novembra 1918 je cesar po nasvetu ministrov stare in nove vlade objavil, da ne bo več sodeloval v državnih poslih. 12. novembra se je Nemška Avstrija z zakonom proglasila za demokratično republiko in del nove Nemške republike. Ustava, ki je Staatsrat preimenovala v Bundesregierung (zvezno vlado) in Nationalversammlung v Nationalrat (narodni svet), je bila sprejeta 10. novembra 1920.
Pogodba iz Saint-Germaina iz leta 1919 (pogodba iz Trianona iz 1920 za Madžarsko) je potrdila in ustalila novo ureditev Srednje Evrope, ki je v večjem delu nastala novembra 1918, pri tem pa so nastale nove države in bile premaknjene meje obstoječih. Več kot trije milijoni nemško govorečih Avstrijcev so se znašli v vlogi manjšin v novo nastalih ali povečanih državah, tj. na Češkem, v Jugoslaviji, na Madžarskem in v Italiji. Med temi sta bili tudi provinci Južna Tirolska (ki je postala del Italije) in nemška Češka (kot del Češkoslovaške). Status Nemške Češke (Sudetov idr.) je kasneje odigral pomemben del pri netenju druge svetovne vojne (glej Sudetska kriza).
Status Južne Tirolske je (bil) stalen izvor težav v odnosih med Avstrijo in Italijo, do končne rešitve v 1980-ih, ko je Italija Južni Tirolski podelila precejšnjo stopnjo avtonomije. Med letoma 1918 in 1919 se je Avstrija imenovala Nemška Avstrija (Staat Deutschösterreich). Ne samo, da so antantne sile prepovedale Avstriji združitev z Nemčijo, temveč so v mirovnem sporazumu zavrnile tudi uporabo tega imena, zato so ga konec leta 1919 spremenili v Republika Avstrija.
Meja s Kraljevino Srbov, Hrvatov in Slovencev (kasneje Jugoslavijo) je bila določena po koroškem plebiscitu oktobra 1920, na podlagi katerega je večji del nekdanje avstro-ogrske kronske dežele Koroška pripadel novo nastali Avstriji, veliko Slovencev pa je tako ostalo v Avstriji. Meja je po plebiscitu potekala po gorskem masivu Karavanke.

#### Medvojno obdobje in druga svetovna vojna
Po vojni je inflacija začela načenjati vrednost krone, ki je še vedno bila avstrijska valuta. Jeseni 1922 je Avstrija dobila posojilo, nad katerim je bedelo Društvo narodov. Namen posojila je bil izogib bankrotu, stabilizacija valute in izboljšanje splošnega gospodarskega položaja v Avstriji. Posojilo je pomenilo tudi, da Avstrija ni bila več samostojna država, temveč je delovala pod nadzorom Društva narodov. Leta 1925 je krono nadomestil avstrijski šiling v razmerju 1:10.000, ki so ga kasneje zaradi njegove stabilnosti imenovali tudi alpski dolar. Od 1925 do 1929 je gospodarsko uživalo kratek vzpon pred skorajšnjim zlomom po črnem petku 1929.
Prva avstrijska republika je trajala do 1933, ko je kancler Engelbert Dollfuss, z uporabo, kot je to sam imenoval, samoodklopa od parlamenta (Selbstausschaltung des Parlaments), uvedel avtokratski režim po vzoru italijanskega fašizma. Dve veliki stranki iz tega obdobja, socialni demokrati in konzervativci, sta ustanovili svoje paravojaške enote; Republikanischer Schutzbund socialnih demokratov so bili proglašeni za nezakonite, a so kljub temu delovali ob izbruhu državljanske vojne.
Po kratkotrajni avstrijski državljanski vojni so avstrijski monarhisti in konservativci premagali svoje domače politične tekmece socialdemokrate in prepovedali avstrijsko podružnico NSDAP. Februarja 1934 so usmrtili več članov Schutzbunda, socialno-demokratska stranka je bila v ilegali, mnogi izmed članov so bili zaprti ali pa so emigrirali. 1. maja 1934 so avstrofašisti izglasovali novo ustavo (»Maiverfassung«), ki je utrdila Dolfussovo moč, vendar so Dolfussa 25. julija 1934 med atentatom v poskusu prevrata ubili nacisti.
Njegov naslednik, Kurt Schuschnigg (delno slovenskega rodu), ki je med 29. julijem 1934 in 11. marcem 1938 vladal Avstriji kot zvezni kancler z diktatorskimi pooblastili, se je boril za ohranitev neodvisne Avstrije kot »boljše nemške države«. Schuschnigg je bil v obdobju med obema svetovnima vojnama zadnji avstrijski kancler pred nacistično priključitvijo Avstrije. 12. marca 1938 so avstrijski nacisti prevzeli vlado, medtem ko so nemške čete zavzele državo. 13. marca 1938 je bila uradno razglašena priključitev (Anschluss) Avstrije. Dva dni kasneje je Adolf Hitler (po kraju rojstva Avstrijec) na Dunaju razglasil, kot je to sam imenoval, »ponovno združitev« svoje domovine z Nemčijo.
Skupaj z Nemčijo so tudi v Avstriji 10. aprila 1938 izvedli zadnje volitve v obdobju nacizma. Na teh volitvah so tudi odločali o potrditvi združitve z Nemčijo. Zanjo je glasovalo 99,73 % udeležencev. Avstrija je bila s tem vključena v Tretji rajh in je prenehala obstajati kot neodvisna država. Arianizacija premoženja avstrijskih Judov se je pričela takoj, že sredi marca. Nacisti so Avstrijo imenovali »Ostmark«, do leta 1942, ko so jo zopet preimenovali v »Alpen-Donau-Reichsgaue«.
Nekateri izmed najbolj znanih nacistov so bili Avstrijci, med drugim Hitler, Adolf Eichmann, Ernst Kaltenbrunner, Arthur Seyss-Inquart, Franz Stangl in Odilo Globocnik, Avstrijci so sestavljali tudi 40 % osebja nacističnih koncentracijskih taborišč. Dunaj je padel 13. aprila 1945 med sovjetsko ofenzivo, malo pred dokončnim zlomom Tretjega rajha. Zavezniške sile so se sicer pripravljale tudi na Operacijo alpski zid, ki naj bi se izvajala prav na avstrijskih tleh, a se zaradi prehitrega nacističnega zloma nikoli ni udejanila.
Karl Renner in Adolf Schärf (Socialistična stranka Avstrije), Leopold Kunschak (Avstrijska ljudska stranka, bivši krščanski socialisti) in Johann Koplenig (Komunistična stranka Avstrije) so 27. aprila 1945 razglasili avstrijsko odcepitev od Tretjega rajha in pod državnim kanclerjem Rennerjem ustanovili začasno vlado, s privolitvijo Rdeče armade in s Stalinovo podporo. Ta datum je neuradni dan rojstva druge republike. Konec aprila 1945 je bila večina zahodne in južne Avstrije še vedno pod nacistično vladavino. 1. maja 1945 je zopet začela veljati zvezna ustava iz leta 1929, ki jo je 1. maja 1934 ukinil samodržec Dollfuss.
Prav na meji z Avstrijo je pri umiku nemških čet v domnevno varnejše zavetje britanskih sil na avstrijskem Koroškem 13.-14. maja 1945 od Prevalj proti Pliberku prišlo do zadnje večje bitke druge svetovne vojne; ker pa so jugoslovanski partizani zavzeli tudi Koroško do Celovca, je med njimi in britanskimi okupacijskimi silami prihajalo do manjših napetosti. Do bitke je prišlo tudi 11. maja pri preboju Rupnikovega bataljona proti Borovljam. Na Vetrinjskem polju se je po koncu vojne izoblikovalo tudi begunsko taborišče, kamor so se pred jugoslovansko armado umaknili civilisti in pripadniki kvizlinških enot iz Jugoslavije (četniki, ustaši, hrvaški domobrani in belogardisti). Iz tega taborišča so Britanci v Slovenijo (takrat Jugoslavijo) vrnili pripadnike vojaških formacij, ki so nato večinoma končali kot žrtve povojnih pobojev. Sámo taborišče je nato obstajalo do 1950.
Skupno število avstrijskih žrtev med drugo svetovno vojno med 1939 in 1945 je ocenjeno na 260.000. Žrtev judovskega holokavsta je bilo 65.000, okoli 140.000 pa jih je v letih 1938-39 emigriralo. Več tisoč Avstrijcev je bilo udeleženih v resnih nacističnih zločinih (samo v koncentracijskem taborišču Mauthausen-Gusen je bilo več sto tisoč žrtev), dejstvo, ki ga je uradno priznal šele kancler Franz Vranitzky leta 1992.

#### Po drugi svetovni vojni
Tako kot Nemčijo so tudi Avstrijo razdelili na britansko, francosko, ameriško in sovjetsko območje, ki jih je upravljala Zavezniška komisija za Avstrijo. Kot je bilo nakazano že v Moskovski deklaraciji iz 1943, je prišlo s strani zaveznikov do posebne obravnave Avstrije. Avstrijsko vlado, ki so jo sestavljali socialni demokrati, konzervativci in komunisti (do leta 1947) in je delovala na Dunaju (ki je bil obkrožen s sovjetsko cono), so zahodni zavezniki priznali oktobra 1945, po tem, ko so v začetku sumili, da je Renner Stalinov pajac. Po tem se je bilo moč izogniti dvojni vladi in delitvi države, kar se je zgodilo v Nemčiji. Avstrijo so sicer obravnavali bolj kot nacistično žrtev, ki so jo osvobodili zavezniki.
15. maja 1955 je po več let trajajočih pogovorih, na katere je vplivala tudi hladna vojna, Avstrija z avstrijsko državno pogodbo s štirimi okupacijskimi silami pridobila polno neodvisnost. 26. oktobra 1955 je po odhodu vseh okupacijskih enot s parlamentarnim zakonom Avstrija razglasila »trajno nevtralnost«. Po Avstrijski državni pogodbi je posebne pravice dobila tudi slovenska manjšina na avstrijskem Koroškem, toda pri uveljavljanju teh pravic se zapleta še desetletja po formalni podelitvi, število Slovencev se zmanjšuje in se kot narod vedno bolj asimilira v nemško govorečo večino.
Politični sistem Druge republike temelji na ustavah iz let 1920 in 1929, ki sta se zopet uveljavili leta 1945. Sistem je sorazmeren, kar pomeni, da je večina pomembnih mest enakomerno porazdeljenih med socialne demokrate (SPÖ) in ljudsko stranko (ÖVP). Močan je tudi vpliv interesnih skupin (delavcev, poslovnežev, kmetov), zato se vse spremembe zakonodaje sprejemajo s širokim konsenzom.
Od leta 1945 je enostrankarska vlada delovala v letih 1966–1970 (konzervativci oz. ljudska stranka) in 1970–1983 (socialni demokrati). V vseh ostalih volilnih obdobjih je država vladala bodisi velika koalicija (socialdemokrati in ljudska stranka) bodisi mala koalicija (ena izmed velikih dveh strank in ena izmed ostalih manjših).
1. januarja 1995 je na podlagi dvotretjinsko pozitivne referendumske odločitve Avstrija postala članica Evropske skupnosti. Po vstopu Lihtenštajna v schengensko območje leta 2011 nobena izmed sosednjih držav na mejah z Avstrijo ne izvaja več mejnega nadzora. 
Glavni stranki SPÖ in ÖVP imata glede vojaške neuvrščenosti nasprotni stališči: SPÖ zagovarja nevtralnost, ÖVP pa prilagajanje in sodelovanje v evropski zunanji in obrambni politiki. V resničnosti se to že dogaja, Avstrija tudi deluje v Partnerstvu za mir in je tudi že ustrezno prilagodila svojo zakonodajo.

### Unescova svetovna dediščina v Avstriji
Zaradi svoje bogate zgodovine je nekaj področij Avstrije vpisanih v Unescov seznam svetovne dediščine oz. so kandidati za vpis:
- Zgodovinski center mesta Salzburg
- Palača in vrtovi dvorca Schönbrunn
- Kulturna krajina Hallstatt-Dachstein Salzkammergut
- Semmerinška železnica
- Mesto Gradec – zgodovinski center in grad Eggenberg
- Kulturna krajina Wachau
- Kulturna krajina Fertö/Neusiedlersee (Nežidersko jezero)
- Zgodovinski center mesta Dunaj
- Prazgodovinska kolišča okoli Alp (kamor spadajo tudi kolišča na Ljubljanskem barju).

## Politika in uprava
Državni poglavar je predsednik, ki je voljen na neposrednih volitvah in predstavlja državo v tujini ter je vrhovni poveljnik vojske. Predsednik je neposredno izvoljen za največ dva šestletna mandata, brez izvršilnih pristojnosti v miru. Heinz Fischer je bil izvoljen za drugi mandat v aprilu 2010. Nasledil je Thomasa Klestila, ki je bil predsednik med letoma 1992 in 2004. Fischerja je leta 2016 za minimalno razliko v glasovih nasledil Alexander Van der Bellen
Predsednik imenuje kanclerja (predsednika vlade, trenutno Christian Stocker, ki vodi svet ministrov. Trenutno vlado velike koalicije sestavljata levosredinska Socialdemokratska stranka (SPÖ) in desnosredinska Avstrijska ljudska stranka (ÖVP). Koalicija je bila obnovljena decembra 2013 po splošnih volitvah septembra 2013, čeprav sta obe stranki zabeležili izgubo glasov na volitvah. Avstrijski parlament je razdeljen na politično močnejši državni zbor (Nationalrat), ki je spodnji del parlamenta, in zvezni svet (Bundesrat), ki je zgornji dom parlamenta. Slednji načeloma potrjuje zakone, vendar lahko državni zbor zaobide morebitni veto s ponovnim glasovanjem. Predsednik lahko z odlokom razpusti državni zbor. Volilno pravico imajo vsi državljani, starejši od 16 let. Tretja veja oblasti je sodna, predvsem ustavno sodišče ima precejšnjo politično moč, saj razveljavlja zakone, za katere presodi, da niso v skladu z ustavo.
Od leta 1995 lahko Sodišče Evropske unije razveljavi vse odločitve sodišč v zadevah, ki so definirane v zakonodaji Evropske unije. Avstrija v svojo zakonodajo vključuje tudi odločitve Evropskega sodišča za človekove pravice, saj je Evropska konvencija o človekovih pravicah del avstrijske ustave.

### Upravna delitev
Republika Avstrija je sestavljena iz devetih zveznih dežel (nemško Bundesländer).
Zvezne dežele so nato razdeljene na okrožja (Bezirke) in upravna mesta (Statutarstädte). Okrožja so naprej razdeljena na občine (Gemeinden). Upravna mesta imajo pristojnosti, ki sicer pritičejo tako okrožjem kot občinam. Poseben položaj ima Dunaj, ki je hkrati in mesto in zvezna dežela.
| Gradiščanska Gornja Avstrija Salzburg Tirolska Tir. Predarlska Koroška Spodnja Avstrija Štajerska Dunaj |

| #      | Zvezna dežela                       | Glavno mesto                       | Površina (km²) | Prebivalstvo (2023) |
| ------ | ----------------------------------- | ---------------------------------- | -------------- | ------------------- |
| 1 / B  | Gradiščanska (Burgenland)           | Železno (Eisenstadt)               | 3.965          | 301.250             |
| 2 / K  | Koroška (Kärnten)                   | Celovec (Klagenfurt am Wörthersee) | 9.537          | 568.984             |
| 3 / N  | Spodnja Avstrija (Niederösterreich) | St. Pölten                         | 19.180         | 1.718.373           |
| 4 / O  | Zgornja Avstrija (Oberösterreich)   | Linz                               | 11.983         | 1.522.825           |
| 5 / S  | Salzburg                            | Salzburg                           | 7.155          | 568.346             |
| 6 / St | Štajerska (Steiermark)              | Gradec (Graz)                      | 16.399         | 1.265.198           |
| 7 / T  | Tirolska (Tirol)                    | Innsbruck                          | 12.648         | 771.304             |
| 8 / V  | Predarlska (Vorarlberg)             | Bregenz                            | 2.602          | 406.395             |
| 9 / W  | Dunaj (Wien)                        | Dunaj (Wien)                       | 415            | 1.982.097           |

### Zunanja politika
Avstrija je članica Evropske unije, Konference za varnost in sodelovanje v Evropi in opazovalka v Zahodnoevropski uniji. Je tudi soustanoviteljica Organizacije za gospodarsko sodelovanje in razvoj.

### Eksklave in enklave
Na ozemlju Avstrije se nahaja Kleinwalsertal, ki je funkcionalno enklava Zvezne republike Nemčije. Kleinwalsertal je sicer del Predarlskega in geografsko meji neposredno nanj, vendar je zaradi topografije ozemlja kraj dostopen samo preko Nemčije. Druga funkcionalna enklava Nemčije je naselbina Jungholz na Tirolskem, ki ni dosegljiva iz Avstrije in je z matično državo povezana le preko 1636 metrov visokega vrha Sorgschrofen. Tako imenovani dvorni gozdovi (Saalforste) se nahajajo na avstrijskem ozemlju, vendar so v zasebni pravni lasti Bavarske.
Funkcionalna avstrijska enklava je bila še na švicarskem ozemlju. Švicarskega Samnauna dolgo časa ni bilo mogoče doseči iz Švice po cesti, temveč prek Avstrije (Tirolske). Zaradi tega so v 19. stoletju opustili retoromanščino in jo nadomestili s tirolščini podobnim narečjem. Sedaj ima Samnaun že tudi cestno povezavo z matično Švico, ima pa še naprej status brezcarinske cone. Do leta 1980 je podoben status kot Samnaun imel tudi Spiss na avstrijsko-švicarski meji. Kraj je bil dolgo časa dostopen samo iz Samnauna in se je moral upirati izseljevanju, saj je v nasprotju z drugimi enklavami imel malo gospodarskih možnosti,
V okviru avstrijske države predstavlja okraj Lienz (tudi Vzhodna Tirolska) eksklavo zvezne dežele Tirolske.

### Vojska
Moč avstrijskih oboroženih sil (nemško: Österreichisches Bundesheer, dobesedno Avstrijska zvezna vojska) v veliki meri sloni na naborniškemu sistemu. Vojaška obveznost se za moške prične z 18. letom in traja do dopolnjenega 50. leta starosti. Vojaški rok traja šest mesecev. Državljan ima v zvezi s služenjem vojaškega roka možnost ugovora vesti: v tem primeru se obveznost vojaškega roka izpolni s civilnim služenjem, ki traja od 9–12 mesecev. Leta 2013 je bilo v aktivni vojaški službi okoli 24.500 pripadnikov avstrijskih oboroženih sil, število pripadnikov rezervne sestave pa se trenutno giblje okoli 27.000. Kopenska vojska ima v svoji sestavi okoli 60 tankov, 400 pehotnih bojnih vozil in 80 samovoznih artilerij, Vojaško letalstvo ima okoli 130 zrakoplovov, od tega 15 lovcev in 70 helikopterjev. Leta 2013 so vojaški izdatki znašali 2.432 milijonov €, kar je predstavljalo 0,78 % bruto domačega proizvoda.
Glavni sektorji Avstrijske zvezne vojske so Kopenska vojska (Landstreitkräfte), Vojaško letalstvo (Luftstreitkräfte) ter enote za mednarodne misije (Internationale Einsätzein) in specialne sile (Spezialeinsatzkräfte), ki delujejo pod enotnim poveljstvom (Streitkräfteführungskommando, SKFüKdo). Glede na to, da je Avstrija celinska država, nima svoje vojne mornarice. Vrhovni poveljnik avstrijskih oboroženih sil je predsednik države. Nadzor nad oboroženimi silami ima Zvezni svet za obrambo, ki ga vodi zvezni kancler. Zvezni svet za obrambo sestavljajo še podkancler, minister za obrambo, minister za zunanje zadeve in ostali resorni ministri ter načelnik generalštaba Avstrijske zvezne vojske in načeloma tudi predstavniki vseh v državnem svetu zastopanih strank.
Naloge Avstrijske zvezne vojske so vojaška obramba države ter v povezavi s tem obramba ustavne ureditve in demokratične svobode prebivalstva ter vzdrževanje notranje državne ureditve in varnosti, pomoč v primeru naravnih nesreč in nezgod ter pomoč v tujini pri vzdrževanju miru, izvajanju humanitarne pomoči in pomoči v primeru naravnih nesreč, kot tudi iskalne in reševalne naloge. V tujini je trenutno največ pripadnikov na Kosovu (507 pripadnikov, KFOR), v Bosni in Hercegovini (324 pripadnikov, EUFOR Althea) in v Libanonu (171 pripadnikov, UNIFIL).

## Geografija
Avstrija leži med 46° in 49° severne širine ter 9° in 18° vzhodne dolžine.
Razdelimo jo lahko med pet območij, med katerimi je z 62 % ozemlja največje tisto, ki pripada Vzhodnim Alpam. Hribovje ob robu Alp in Karpati zavzemajo 12 %, gričevje ob robu Panonske nižine prav tako 12 %. Drugo večje gorsko območje, precej nižje od Alp, se nahaja na severu. Poznan je kot Avstrijska granitna planota in leži v osrednjem delu Češkega masiva ter zavzema 10 % Avstrije. Avstrijski del Dunajske kotline pokriva ostale 4 %.
Zaradi svoje vpetosti v alpski prostor je Avstrija pretežno gorata država. Tako osrednje Vzhodne Alpe kot Severne in Južne apnenčaste Alpe (nemško: Kalkalpen) delno ležijo na avstrijskem ozemlju. Od skupnega ozemlja 84.000 km² le za četrtino lahko rečemo, da je nižinska in le 32 % države je pod nadmorsko višino 500 m. Alpe zahodne Avstrije proti vzhodu postopoma prehajajo v nižinski vzhodni del.
6 najvišjih avstrijskih gora:
| # | Ime                        | Višina  | Gorovje        |
| - | -------------------------- | ------- | -------------- |
| 1 | Großglockner (Veliki Klek) | 3.798 m | Visoke Ture    |
| 2 | Wildspitze                 | 3.772 m | Ötztalske Alpe |
| 3 | Kleinglockner              | 3.770 m | Visoke Ture    |
| 4 | Weißkugel                  | 3.739 m | Visoke Ture    |
| 5 | Pöschlturm                 | 3.721 m | Visoke Ture    |
| 6 | Hörtnagelturm              | 3.719 m | Visoke Ture    |

Po klasifikaciji WWF lahko avstrijsko ozemlje razdelimo na štiri ekoregije: srednjeevropske mešane gozdove, panonske mešane gozdove, alpske iglaste in mešane gozdove ter na zahodno evropske širokolistne gozdove.
- Nežidersko jezero v Panonski nižini
- Dunajska kotlina
- Krems na koncu doline pri Wachau-u
- Pogled na Hallstatt
- Avstrijsko podeželje v pokrajini Schoppernau poleti
- Pogled na Großglockner iz vasice Heiligenblut
- Nižavje Weinviertel
- Avstrijske Alpe na Koroškem
- Semerinška železnica v Vzhodnih Alpah

### Podnebje
Največji del Avstrije leži v zmerno toplem pasu, kjer prevladujejo zahodni vetrovi. Ker okoli dve tretjine dežele pokrivajo Alpe, prevladuje gorsko podnebje. Na vzhodu v Panonski nižini in ob Donavski dolini ima podnebje celinski značaj, z manj padavinami kot v Alpah. Čeprav je v Avstriji pozimi hladno (−10 do 0 °C), so lahko poletne temperature razmeroma visoke, s povprečnimi temperaturami okoli 25 °C in najvišjo temperaturo 40,5 °C, izmerjeno avgusta 2013.
| Podnebni podatki za Lech, Vorarlberg (1440 m; povprečne temperature 1982 – 2012) Dfc, meji na Dfb. | Podnebni podatki za Lech, Vorarlberg (1440 m; povprečne temperature 1982 – 2012) Dfc, meji na Dfb. | Podnebni podatki za Lech, Vorarlberg (1440 m; povprečne temperature 1982 – 2012) Dfc, meji na Dfb. | Podnebni podatki za Lech, Vorarlberg (1440 m; povprečne temperature 1982 – 2012) Dfc, meji na Dfb. | Podnebni podatki za Lech, Vorarlberg (1440 m; povprečne temperature 1982 – 2012) Dfc, meji na Dfb. | Podnebni podatki za Lech, Vorarlberg (1440 m; povprečne temperature 1982 – 2012) Dfc, meji na Dfb. | Podnebni podatki za Lech, Vorarlberg (1440 m; povprečne temperature 1982 – 2012) Dfc, meji na Dfb. | Podnebni podatki za Lech, Vorarlberg (1440 m; povprečne temperature 1982 – 2012) Dfc, meji na Dfb. | Podnebni podatki za Lech, Vorarlberg (1440 m; povprečne temperature 1982 – 2012) Dfc, meji na Dfb. | Podnebni podatki za Lech, Vorarlberg (1440 m; povprečne temperature 1982 – 2012) Dfc, meji na Dfb. | Podnebni podatki za Lech, Vorarlberg (1440 m; povprečne temperature 1982 – 2012) Dfc, meji na Dfb. | Podnebni podatki za Lech, Vorarlberg (1440 m; povprečne temperature 1982 – 2012) Dfc, meji na Dfb. | Podnebni podatki za Lech, Vorarlberg (1440 m; povprečne temperature 1982 – 2012) Dfc, meji na Dfb. | Podnebni podatki za Lech, Vorarlberg (1440 m; povprečne temperature 1982 – 2012) Dfc, meji na Dfb. |
| Mesec                                                                                              | Jan                                                                                                | Feb                                                                                                | Mar                                                                                                | Apr                                                                                                | Maj                                                                                                | Jun                                                                                                | Jul                                                                                                | Avg                                                                                                | Sep                                                                                                | Okt                                                                                                | Nov                                                                                                | Dec                                                                                                | Letno                                                                                              |
| -------------------------------------------------------------------------------------------------- | -------------------------------------------------------------------------------------------------- | -------------------------------------------------------------------------------------------------- | -------------------------------------------------------------------------------------------------- | -------------------------------------------------------------------------------------------------- | -------------------------------------------------------------------------------------------------- | -------------------------------------------------------------------------------------------------- | -------------------------------------------------------------------------------------------------- | -------------------------------------------------------------------------------------------------- | -------------------------------------------------------------------------------------------------- | -------------------------------------------------------------------------------------------------- | -------------------------------------------------------------------------------------------------- | -------------------------------------------------------------------------------------------------- | -------------------------------------------------------------------------------------------------- |
| Povprečna količina padavin mm                                                                      | 59                                                                                                 | 54                                                                                                 | 56                                                                                                 | 70                                                                                                 | 103                                                                                                | 113                                                                                                | 133                                                                                                | 136                                                                                                | 95                                                                                                 | 67                                                                                                 | 78                                                                                                 | 66                                                                                                 | 1.030                                                                                              |
| Vir 1:                                                                                             | | | | | | | | | | | | | |
| Vir 2: »Lech climate data«.                                                                        | | | | | | | | | | | | | |

| Podnebni podatki za Kühtai, Tirolska (2060 m; povprečne temperature 1982 – 2012) ET, podobno kot Dfc. | Podnebni podatki za Kühtai, Tirolska (2060 m; povprečne temperature 1982 – 2012) ET, podobno kot Dfc. | Podnebni podatki za Kühtai, Tirolska (2060 m; povprečne temperature 1982 – 2012) ET, podobno kot Dfc. | Podnebni podatki za Kühtai, Tirolska (2060 m; povprečne temperature 1982 – 2012) ET, podobno kot Dfc. | Podnebni podatki za Kühtai, Tirolska (2060 m; povprečne temperature 1982 – 2012) ET, podobno kot Dfc. | Podnebni podatki za Kühtai, Tirolska (2060 m; povprečne temperature 1982 – 2012) ET, podobno kot Dfc. | Podnebni podatki za Kühtai, Tirolska (2060 m; povprečne temperature 1982 – 2012) ET, podobno kot Dfc. | Podnebni podatki za Kühtai, Tirolska (2060 m; povprečne temperature 1982 – 2012) ET, podobno kot Dfc. | Podnebni podatki za Kühtai, Tirolska (2060 m; povprečne temperature 1982 – 2012) ET, podobno kot Dfc. | Podnebni podatki za Kühtai, Tirolska (2060 m; povprečne temperature 1982 – 2012) ET, podobno kot Dfc. | Podnebni podatki za Kühtai, Tirolska (2060 m; povprečne temperature 1982 – 2012) ET, podobno kot Dfc. | Podnebni podatki za Kühtai, Tirolska (2060 m; povprečne temperature 1982 – 2012) ET, podobno kot Dfc. | Podnebni podatki za Kühtai, Tirolska (2060 m; povprečne temperature 1982 – 2012) ET, podobno kot Dfc. | Podnebni podatki za Kühtai, Tirolska (2060 m; povprečne temperature 1982 – 2012) ET, podobno kot Dfc. |
| Mesec                                                                                                 | Jan                                                                                                   | Feb                                                                                                   | Mar                                                                                                   | Apr                                                                                                   | Maj                                                                                                   | Jun                                                                                                   | Jul                                                                                                   | Avg                                                                                                   | Sep                                                                                                   | Okt                                                                                                   | Nov                                                                                                   | Dec                                                                                                   | Letno                                                                                                 |
| --- | --- | --- | --- | --- | --- | --- | --- | --- | --- | --- | --- | --- | --- |
| Povprečna količina padavin mm                                                                         | 73 | 66 | 80 | 87 | 115                                                                                                   | 126                                                                                                   | 148                                                                                                   | 138                                                                                                   | 96 | 74 | 83 | 72 | 1.158                                                                                                 |
| Vir 1:                                                                                                | | | | | | | | | | | | | |
| Vir 2: »Kühtai climate data«.                                                                         | | | | | | | | | | | | | |

### Jezera
Največje jezero je Nežidersko jezero na Gradiščanskem, od katerega približno 77 % celotne površine 315 km² leži v Avstriji, ostanek pa pripada Madžarski. Sledijo Attersee s 46 km² in Traunsee s 24 km² v Zgornji Avstriji. Tudi Bodensko jezero s svojimi 536 km² na tromeji z Nemčijo (deželi Bavarska in Baden-Württemberg) in Švico s svojim manjšim delom leži na avstrijskem ozemlju. 
Za poletni turizem imajo jezera poleg gora velik pomen, še posebej koroška in salzburška. Najbolj znana koroška jezera so: Vrbsko jezero (Wörthersee) pri Celovcu, Milštatsko jezero nad Špitalom, Osojsko jezero (Ossiacher See) pri Beljaku in Belo jezero (Weißensee) (med Šmohorjem in Špitalom). Znani sta tudi Mondsee in Wolfgangsee na meji med Salzburgom in Zgornjo Avstrijo.

### Reke
Večji del Avstrije spada preko Donave neposredno k črnomorskemu porečju, približno ena tretjina na jugovzhodu pa preko Mure (nemško Mur) in Drave (Drau) in nato posredno zopet preko Donave zopet k črnomorskemu porečju. Le majhen del (2.366 km²) na Zahodu se odvodnjava preko reke Ren (Rhein) v Atlantik in na severu preko reke Labe (918 km²) v Severno morje.
Večji pritoki reke Donave (od zahoda proti vzhodu):
- Lech, Isar in Inn se v Donavo izlivajo na Bavarskem. Te reke odvodnjavajo Tirolsko, medtem ko Salzach, pritok reke Inn, odvodnjava večino dežele Salzburg. Na Salzburškem so tudi najvišji avstrijski Krimmlski slapovi.
- Traun, Aniža (Enns), Ybbs, Erlauf, Pielach, Traisen, Wienfluss, in Fischa odvodnjavajo ozemlje južno od Donave (so desni pritoki): Zgornjo Avstrijo, Štajersko, Spodnjo Avstrijo in Dunaj.
- Veliki in Mali Mühl, Rodl, Gusen in Aist, Kamp, Göllersbach in Rußbach ter Thaya na severu in March na vzhodu odvodnjavajo ozemlje severno od Donave (so levi pritoki Donave): dele Zgornje in Spodnje Avstrije.

Mura odvodnjava salzburški predel Lungau in Štajersko, na Hrvaškem se izliva v Dravo, ki sama odvodnjava Koroško in vzhodno Tirolsko (Drava se v Donavo izliva na meji s Srbijo). Raba (nemško: Raab) odvodnjava del Štajerske in se na Madžarskem izliva v rokav Donave. Ren odvodnjava večino Predarlškega, teče skozi Bodensko jezero in se izliva v Severno morje.
Reka Lainsitz je skoraj nepomembna, vendar je edina avstrijska reka, ki se iz Spodnje Avstrije preko Češke izliva v Labo.

## Gospodarstvo
Avstrija, ki je po bruto domačem proizvodu na prebivalca na 12. mestu v svetu, ima dobro razvito socialno-tržno gospodarstvo in visok življenjski standard. Do 1980-ih je Avstrija nacionalizirala precej največjih industrijskih podjetij; v zadnjih letih pa je privatizacija skrčila državno lastništvo na stopnjo, primerljivo z ostalimi evropskimi državami. Delavska gibanja so v Avstriji še posebej močna in imajo znaten vpliv na delavsko politiko. Poleg zelo razvite industrije je mednarodni turizem najpomembnejši del gospodarstva.
Po podatkih iz leta 2014 predstavljajo storitve 69 % kosmatega domačega proizvoda, industrija (zlasti kovinsko-predelovalna industrija, avtomobilska, elektrokemija in inženiring) 29 % in kmetijstvo 2 %. Majhna in srednje velika podjetja imajo v avstrijskem gospodarstvu velik pomen. Z več kot 300.000 podjetji v proizvodnji in storitvah jih kar 99,6 % sodi v kategorijo majhnih in srednje velikih podjetij (SME - small and medium enterprises), le približno 1.400 podjetij ima več kot 250 zaposlenih. V povprečju imajo avstrijska podjetja manj kot 10 zaposlenih. SME skupaj zaposlujejo dve tretjini vseh zaposlenih in proizvedejo 50 % BDP.
Največje delniške družbe so: 
| Mesto na svetu | Podjetje                                   | Promet (milijard USD) | Tržna vrednost (milijard USD) |
| -------------- | ------------------------------------------ | --------------------- | ----------------------------- |
| 0304.          | OMV Group (nafta in derivati)              | 56,3                  | 14,7                          |
| 0655.          | Raiffeisen Bank International (bančništvo) | 13,9                  | 07,6                          |
| 0672.          | Erste Group Bank (bančništvo)              | 15,5                  | 12,3                          |
| 0723.          | Vienna Insurance Group (zavarovalništvo)   | 12,4                  | 06,6                          |
| 0920.          | Voestalpine (proizvodnja jekla)            | 16,1                  | 05,8                          |
| 1229.          | Verbund (proizvodnja električne energije)  | 04,1                  | 07,4                          |
| 1369.          | Strabag (gradbeništvo)                     | 17,8                  | 02,4                          |
| 1372.          | Uniqa (zavarovalništvo)                    | 07,6                  | 03,0                          |
| 1558.          | Andritz (strojna industrija)               | 06,7                  | 07,0                          |
| 1697.          | Volksbank (bančništvo)                     | 02,2                  | 01,0                          |
| 1798.          | Immofinanz (investicije v nepremičnine)    | 01,6                  | 04,3                          |

Poleg tega iz Avstrije izhajajo tudi druga mednarodno znana podjetja, npr. Red Bull, Swarowski, ÖBB (Avstrijske železnice), Manner in druga.
Zgodovinsko je Nemčija najpomembnejši zunanjetrgovinski partner Avstrije, kar je lahko zaradi hitrih sprememb v nemškem gospodarstvu za Avstrijo na dolgi rok škodljivo. Od vstopa Avstrije v Evropsko unijo (EU) so Avstrijci okrepili gospodarske vezi z drugimi EU gospodarstvi in s tem zmanjšali gospodarsko odvisnost od Nemčije. Dodatno je članstvo v EU prineslo številne tuje investitorje, ki sta jih pritegnila avstrijski pristop k enotnemu evropskemu trgu in bližina vzhajajočih gospodarstev Vzhodne Evrope. 
Od razkroja komunizma so bila avstrijska podjetja aktivni igralci in združevalci na področju Vzhodne Evrope. Med 1995 in 2010 je bilo v povezavi z avstrijskimi družbami javno objavljenih 4.868 združitev in pripojitev v skupni vrednosti 163 milijard EUR. Največje transakcije z avstrijsko vključenostjo so bile : pripojitev Bank Austria s strani Bayerische Hypo- und Vereinsbank za 7,8 milijarde EUR leta 2000, pripojitev Porsche Holding Salzburg s strani Volkswagen Group za 3,6 milijarde EUR leta 2009 in pripojitev Banca Comercială Română s strani Erste Group za 3,7 milijarde EUR leta 2005.
Majhno, a zelo razvito kmetijstvo zaposluje preko 5 % delovno aktivnega prebivalstva. Glavni kmetijski dejavnosti sta govedoreja in vinogradništvo. Hitro se razvija tudi ekološko kmetijstvo, ki trenutno predstavlja 10 % kmetijske proizvodnje.
Čeprav ima razvito tržno gospodarstvo, je v Avstriji še vedno močno prisotna korupcija, ki državo letno po nekaterih ocenah stane okrog 27 milijard evrov. Nekatere od zadnjih korupcijskih afer so prodaja državnih stanovanj, nakup lovskih vojaških letal Eurofighter ter sumljivi posli (med drugim v Sloveniji in na Hrvaškem) Hypo Alpe Adria Bank, zaradi katere je skoraj bankrotirala avstrijska zvezna dežela Koroška.
Za Slovenijo je avstrijsko gospodarstvo takoj za Nemčijo in Italijo tretji največji zunanjetrgovinski partner in največji investitor, gospodarstvi pa sta vedno bolj prepleteni. Za Avstrijo je Slovenija kot zunanjetrgovinski partner na približno 15. mestu. Slovensko pristanišče Koper je za avstrijsko gospodarstvo najpomembnejše morsko pristanišče. Po podatkih iz leta 2014 dela v Avstriji več kot 14.000 Slovencev, večinoma v krajih, ki mejijo na Koroško, Štajersko in Prekmurje.

### Turizem
Turizem h kosmatemu domačemu proizvodu Avstrije prispeva skoraj 9 %. Leta 2007 je bila po zaslužku iz turizma Avstrija z 18,9 milijarde USD na 9. mestu v svetu. Po številu turistov je bila z 20,8 milijona obiskovalcev na 12. mestu.
Najbolje ocenjene zanimivosti so:
| Zgodovinsko jedro mesta Dunaj Palača Schönbrunn , Dunaj Cesarska Palača Hofburg , Dunaj Palača Belvedere , Dunaj Stolnica sv. Štefana, Dunaj , Dunaj Gorska alpska cesta, Grossglockner Umetnostnozgodovinski muzej Muzej Tretjega človeka , Dunaj Narodni park Grossglockner | Smučarsko področje Ischgl-Samnaun Stekleni most - Hallstatt Skywalk Welterbeblick Trdnjava Hohensalzburg , Salzburg Hallstattsko jezero Narodna knjižnica, Dunaj Cerkev v Steinhofu Innsbruška železnica Ledenik Hintertuxer Lienške gorske železnice / Osttiroler Alpine Coaster | Samostan Admont Jezero Traunsee Festival v Bregenzu Samostan Melk Panoramska alpska cesta Timmelsjoch Dolina Wachau Spominski park Mauthausen Narodni park Nockberge Zgodovinsko središče mesta Salzburg |

### Električna energija
Avstrija trenutno več kot polovico svoje električne energije proizvede s pomočjo hidroenergije; v Sloveniji, za primerjavo, ta delež dosega 27 %. Skupaj z ostalimi obnovljivimi viri energije, kot so vetrna energija, sončna energija in biomasa, dosega stopnja oskrbovanja z obnovljivimi viri 62,89 % celotne avstrijske porabe. Ostanek proizvedejo v elektrarnah na zemeljski plin in nafto.
Leta 1972 je Avstrija na podlagi anonimnega glasovanja v parlamentu pričela z izgradnjo jedrske elektrarne pri Zwentendorfu zahodno od Dunaja. Toda leta 1978 se je na referendumu približno 50,5 % volivcev izreklo proti uporabi jedrske energije in parlament je izglasoval trajno prepoved uporabe jedrske energije; zgrajene elektrarne nato niso nikoli predali v obratovanje. Avstrija se na podlagi teh odločitev pogosto zavzema za zaprtje jedrskih elektrarn tudi v sosednjih državah (med drugim tudi slovenske v Krškem), pri čemer te države pogosto odgovarjajo, da same nimajo tako dobrih pogojev za proizvodnjo hidroenergije, kot jih ima Avstrija, bogata z vodnatimi alpskimi rekami.

## Transport

### Letalski promet
Avstrijska letalska družba z največ povezavami z Dunaja je Austrian Airlines. Z letalsko družbo NIKI ima Avstrija od leta 2003 domačega nizkocenovnega prevoznika, ki prav tako deluje z dunajskega letališča. Drugi avstrijski nizkocenovnik je regionalna družba InterSky, ki pa deluje z nemškega Friedrichshafna. Sedež v Avstriji imata tudi manjša prevoznika Welcome Air in Air Alps.
Najpomembnejše avstrijsko letališče je:
- Letališče Dunaj (Flughafen Wien-Schwechat / VIE),
- sledijo Gradec (Flughafen Graz-Thalerhof / GRZ),
- Linz (Flughafen Linz-Hörsching / LNZ),
- Celovec (Flughafen Klagenfurt-Annabichl / KLU),
- Salzburg (Salzburg Airport W. A. Mozart / SZG)
- in Innsbruck (Flughafen Innsbruck-Kranebitten / INN),

vsa z mednarodnimi povezavami. Za zvezno deželo Predarlško precej mednarodnega prometa poteka preko švicarskega letališča Flughafen St. Gallen-Altenrhein in nemškega letališča Friedrichshafen.
Regionalen pomen ima 49 letališč, od tega jih 31 nima asfaltirane steze in le 4 imajo stezo daljšo od 914 metrov. Zgodovinskega pomena sta letališči Wiener Neustadt in tudi opuščeno dunajsko letališče Wien Aspern. To sta bili prvi dve avstrijski letališči; Aspern je bil med letoma 1912 in 1914 največje in najmodernejše evropsko letališče. Deluje tudi več vojaških letališč Avstrijskih letalskih sil, npr. Wiener Neustadt, Zeltweg, Aigen/Ennstal in Langenlebarn/Tulln.
V Avstriji kot del projekta Single European Sky deluje tudi zračna kontrola prostora nad 28.500 čevlji / 9.200 metri za srednjeevropske države Avstrijo, Bosno in Hercegovino, Češko, Hrvaško, Madžarsko, Italijo, Slovenijo in Slovaško. Nacionalno kontrolo civilnega spodnjega zračnega prostora izvaja Austro Control s sedežem na Dunaju.
- Boeing 777-200ER družbe Austrian Airlines
- Airbus A321-200 letalske družbe NIKI
- Mednarodno letališče Dunaj

### Ostale oblike prevoza
Transportna infrastruktura je zaznamovana z Alpami in po drugi strani z osrednjo vlogo v Srednji Evropi, kar vpliva tako na cestne in železniške povezave. Tako je na primer dejstvo, da je bil center Avstrijskega cesarstva celinski Dunaj, botrovalo izgradnji Južne železnice preko ozemlja današnje Slovenije do najpomembnejše cesarske luke, Trsta. 
Izgradnja transportnih poti skozi Alpe zahteva precej predorov in viaduktov, ki morajo prenesti skrajne vremenske razmere. Zaradi svoje osrednje vloge in ozke oblike je Avstrija tipična tranzitna država, zlasti v smereh sever-jug in sever-jugovzhod, po dvigu železne zavese pa tudi v smeri vzhod-zahod. To vse skupaj vpliva na izgradnjo prometnih poti nadstandardnih velikosti, pogosto po ekološko občutljivih območjih (ozke doline ipd.), kar povzroča odpor prebivalstva.
Za obvladovanje okoljskih tveganj je Avstrija relativno zgodaj pričela uvajati ukrepe, ki so urejali razmerje med okoljem in gospodarstvom. Tako je Avstrija med prvimi zahtevala vgradnjo katalizatorjev v vozila, na nekaterih cestah so v veljavi omejitve hrupa in tovornega prometa ipd.
Spodnja preglednica prikazuje razporeditev potniških kilometrov po oblikah transporta v Avstriji (podatki za leto 2007):
| Prevozno sredstvo | Avtobus | Železnica | Osebni avto | Javni prevoz | Dvokolo | Druge motorozirane oblike | Peš hoja |
| Delež             | 9 %     | 9 %       | 70 %        | 4 %          | 3 %     | 1 %                       | 4 %      |
| ----------------- | ------- | --------- | ----------- | ------------ | ------- | ------------------------- | -------- |

- Večpasovna avtocesta A2 južno od Dunaja
- Hitri vlak avstrijskih zveznih železnic (ÖBB)
- Dunajska podzemna železnica
- Potniška ladja na reki Donavi
- Tovorna ladja s premogom v bližini mesta Melk
- Začetek in konec (pri Gederovcih) kolesarske poti ob reki Muri (Murradweg)

Za avtoceste se uporablja sistem plačljivih vinjet (10-dnevne, dvomesečne in letne), dodatno pa se plačujejo nekatere mostnine in predornine.

#### Najvažnejše državne ceste
Najvažnejše državne avtoceste v Avstriji so:
- A1 ali Zahodna avtocesta A1 (Westautobahn): Dunaj Auhof - Sankt Pölten - Linz - Salzburg - meja z Nemčijo, dolžina 292 km.
- A2 ali Južna avtocesta A2 (Südautobahn): Dunaj - Gradec - Celovec - Beljak - meja z Italijo, dolžina 377 km.
- A3 ali Jugovzhodna avtocesta (Südostautobahn): Guntramsdorf - Železno - meja z Madžarsko, dolžina 38 km.
- A4 ali Vzhodna avtocesta (Ostautobahn): Dunaj Erdberg - Schwechat – Nickelsdorf - meja z Madžarsko, dolžina 66 km.
- A5 ali Severna avtocesta (Nordautobahn): Eibesbrunn – Wolkersdorf – Poysdorf - meja s Češko, dolžina 24 km.
- A6 ali Severovzhodna avtocesta (Nordostautobahn): Bruckneudorf – Kittsee - meja s Slovaško, dolžina 22 km.
- A7 ali Mühlkreis avtocesta: Linz - Unterweitersdorf - meja s Češko, avtocesta je zgrajena na delu od Linza v dolžini 29 km.
- A8 ali Innkreis avtocesta: Voralpenkreuz - Wels - Suben - meja z Nemčijo, dolžina 76 km.
- A9 ali Pirnska avtocesta: Voralpenkreuz - Leoben - Gradec - Šentilj - meja s Slovenijo, dolžina 230 km, dvopasovnica čez predore.
- A10 ali Turska avtocesta: Salzburg - Bischofshofen - Beljak, dolžina 193 km.
- A11 ali Karavanška avtocesta: Beljak - Predor Karavanke - meja s Slovenijo, dolžina 21 km.
- A12 ali Inntalska avtocesta: meja z Nemčijo - Kufstein - Innsbruck - Zams, dolžina 153 km.
- A13 ali Brennerska avtocesta: Innsbruck - prelaz Brenner - meja z Italijo, dolžina 35 km.

## Demografija
Po oceni iz januarja 2014 ima Avstrija okoli 8,5 milijona prebivalcev. Sama prestolnica Dunaj ima več kot 1,7 milijona (2,6 milijona skupaj s predmestji), kar predstavlja dobro četrtino prebivalstva države. Mesto samo je znano po ponudbi kulturnih dogodkov in visoki kakovosti življenja (po nekaterih raziskavah celo najvišji med svetovnimi mesti).
Dunaj je z naskokom največje avstrijsko mesto. Gradec je po velikosti drugi z okoli 300.000 prebivalci, sledijo Linz (200.000), Salzburg (150.000) in Innsbruck (125.000) in Celovec (100.000); vsa ostala mesta imajo manj prebivalcev.
Po raziskavi Eurostata je leta 2010 v Avstriji živelo 1,7 milijona v tujini rojenih prebivalcev, ker predstavlja 15,2 % vsega prebivalstva. Od tega jih je bilo 764.000 (9,1 %) rojenih izven članic Evropske skupnosti, 512.000 (6,1 %) pa v njih.
Statistik Austria je za leto 2011 ocenil, da 81 % ali 6,75 milijona prebivalcev ni imelo priseljenskih korenin, več kot 19 % ali 1,6 milijona prebivalcev pa ima med starši vsaj enega priseljenca. V državi živi več kot 415.000 potomcev v tujini rojenih priseljencev, od katerih je večina že naturaliziranih.
185.592 Turkov (kar vključuje tudi manjšinske Kurde) danes predstavlja tretjo največjo etnično skupino (za Srbi in Nemci) oziroma 2,2 % skupnega prebivalstva. Leta 2003 je bilo naturaliziranih 13.000 Turkov, v tem času pa se je priselilo neugotovljivo število novih. Medtem ko se jih je 2.000 izselilo iz države, se jih je priselilo 10.000 in s tem utrdilo močan trend rasti. Priseljenci iz držav nekdanje Jugoslavije (Srbi, Hrvati, Bosanci in Slovenci) skupaj predstavljajo okoli 5,1 % avstrijskega prebivalstva.
V tujini rojeni prebivalci - top 15 držav:
| #   | Narodnost            | Št. prebivalcev (1. januarja 2014) |
| --- | -------------------- | ---------------------------------- |
| 1.  | Nemčija              | 210.735                            |
| 2.  | Turčija              | 159.958                            |
| 3.  | Bosna in Hercegovina | 155.050                            |
| 4.  | Srbija               | 132.553                            |
| 5.  | Romunija             | 079.264                            |
| 6.  | Poljska              | 066.802                            |
| 7.  | Madžarska            | 055.038                            |
| 8.  | Češka                | 040.833                            |
| 9.  | Hrvaška              | 039.782                            |
| 10. | Slovaška             | 032.633                            |
| 11. | Rusija               | 030.249                            |
| 12. | Italija              | 027.720                            |
| 13. | Makedonija           | 022.430                            |
| 14. | Slovenija            | 019.663                            |
| 15. | Bolgarija            | 018.481                            |

Skupna stopnja rodnosti leta 2013 je ocenjena na 1,42 rojenih otrok na žensko, kar je manj od stopnje enostavne reprodukcije, ki je pri 2,1 otrok na žensko. Leta 2012 se je 41,5 % otrok rodilo neporočenim materam. Pričakovana življenjska doba je bila leta 2013 80,04 let (77,13 let za moške in 83,1 let za ženske).
Starostna piramida prebivalstva :
| Starostna skupina v letih | % prebivalstva |
| ------------------------- | -------------- |
| 0-14 let                  | 13,6%          |
| 15-24 let                 | 11,6%          |
| 25-54 let                 | 42,9%          |
| 55-64 let                 | 12,7%          |
| 65 let in več             | 19,2%          |

### Največja mesta
| Največja mesta države Avstrija Avstrijski statistični podatki, 1. januar 2014 | Največja mesta države Avstrija Avstrijski statistični podatki, 1. januar 2014 | Največja mesta države Avstrija Avstrijski statistični podatki, 1. januar 2014 | Največja mesta države Avstrija Avstrijski statistični podatki, 1. januar 2014 | Največja mesta države Avstrija Avstrijski statistični podatki, 1. januar 2014 | Največja mesta države Avstrija Avstrijski statistični podatki, 1. januar 2014 | Največja mesta države Avstrija Avstrijski statistični podatki, 1. januar 2014 | Največja mesta države Avstrija Avstrijski statistični podatki, 1. januar 2014 | Največja mesta države Avstrija Avstrijski statistični podatki, 1. januar 2014 | Največja mesta države Avstrija Avstrijski statistični podatki, 1. januar 2014 |
|                                                                               | Rang                                                                          |                                                                               | Zvezna dežela Avstrije                                                        | Preb.                                                                         | Rang                                                                          |                                                                               | Zvezna dežela Avstrije                                                        | Preb.                                                                         |                                                                               |
| ----------------------------------------------------------------------------- | ----------------------------------------------------------------------------- | ----------------------------------------------------------------------------- | ----------------------------------------------------------------------------- | ----------------------------------------------------------------------------- | ----------------------------------------------------------------------------- | ----------------------------------------------------------------------------- | ----------------------------------------------------------------------------- | ----------------------------------------------------------------------------- | ----------------------------------------------------------------------------- |
| Dunaj Gradec                                                                  | 1                                                                             | Dunaj                                                                         | Dunaj                                                                         | 1.812.605                                                                     | 11                                                                            | Wiener Neustadt                                                               | Spodnja Avstrija                                                              | 42.273                                                                        | Linz Salzburg                                                                 |
| Dunaj Gradec                                                                  | 2                                                                             | Gradec                                                                        | Štajerska                                                                     | 269.997                                                                       | 12                                                                            | Steyr                                                                         | Zgornja Avstrija                                                              | 38.120                                                                        | Linz Salzburg                                                                 |
| Dunaj Gradec                                                                  | 3                                                                             | Linz                                                                          | Zgornja Avstrija                                                              | 193.814                                                                       | 13                                                                            | Feldkirch                                                                     | Predarlska                                                                    | 31.428                                                                        | Linz Salzburg                                                                 |
| Dunaj Gradec                                                                  | 4                                                                             | Salzburg                                                                      | Salzburg                                                                      | 146.631                                                                       | 14                                                                            | Bregenz                                                                       | Predarlska                                                                    | 28.412                                                                        | Linz Salzburg                                                                 |
| Dunaj Gradec                                                                  | 5                                                                             | Innsbruck                                                                     | Tirolska                                                                      | 124.579                                                                       | 15                                                                            | Leonding                                                                      | Zgornja Avstrija                                                              | 26.174                                                                        | Linz Salzburg                                                                 |
| Dunaj Gradec                                                                  | 6                                                                             | Celovec                                                                       | Koroška                                                                       | 96.640                                                                        | 16                                                                            | Klosterneuburg                                                                | Spodnja Avstrija                                                              | 26.395                                                                        | Linz Salzburg                                                                 |
| Dunaj Gradec                                                                  | 7                                                                             | Beljak                                                                        | Koroška                                                                       | 60.004                                                                        | 17                                                                            | Baden                                                                         | Spodnja Avstrija                                                              | 25.229                                                                        | Linz Salzburg                                                                 |
| Dunaj Gradec                                                                  | 8                                                                             | Wels                                                                          | Zgornja Avstrija                                                              | 59.339                                                                        | 18                                                                            | Volšperk                                                                      | Koroška                                                                       | 24.993                                                                        | Linz Salzburg                                                                 |
| Dunaj Gradec                                                                  | 9                                                                             | Sankt Pölten                                                                  | Spodnja Avstrija                                                              | 52.145                                                                        | 19                                                                            | Leoben                                                                        | Štajerska                                                                     | 24.466                                                                        | Linz Salzburg                                                                 |
| Dunaj Gradec                                                                  | 10                                                                            | Dornbirn                                                                      | Predarlska                                                                    | 46.883                                                                        | 20                                                                            | Krems                                                                         | Spodnja Avstrija                                                              | 24.085                                                                        | Linz Salzburg                                                                 |

### Jezik
Uradni jezik, ki ga kot materni jezik govori okoli 88,6 % prebivalsva, je nemščina. Sledijo srbski in hrvaški jezik (4,2 %), turščina (2,3 %), madžarščina (0,5 %) in poljščina (0,5 %).
Uradni jezik, ki je v rabi pri izobraževanju, tisku, obvestilih in na spletnih straneh, je nemščina, ki je skoraj enaka nemščini, ki je v rabi v Nemčiji, toda z nekaterimi razlikami v besedišču. Nemški jezik je sicer standardiziran po nemško govorečih državah: Nemčiji, Avstriji, Švici, Luksemburgu in Lihtenštajnu, kot tudi v deželah s številčnejšimi nemško govorečimi manjšinami: Italija, Belgija in Danska.
Avstrijci govorijo tudi številna lokalna narečja, in čeprav so vsa v osnovi avstrijska nemščina, imajo zaradi razlik govorci med seboj lahko težave pri sporazumevanju.
V zveznih deželah Koroška in Štajerska biva precej avtohtonih slovensko govorečih prebivalcev, medtem ko v najbolj vzhodni deželi, Gradiščanski (nekdaj del madžarskega dela Avstro-Ogrske) še vedno živi znatno število madžarsko in hrvaško govorečih prebivalcev narodnostnih manjšin. Od ostalih Avstrijcev, ki niso avstrijskega rodu, jih je največ iz sosednjih držav, zlasti iz bivšega Vzhodnega bloka. Številčni so tudi številni tuji delavci (nemško: Gastarbeiter, od tu slovenska popačenka gasterbajter) in njihovi potomci ter begunci iz držav nekdanje Jugoslavije. Od leta 1994 so kot uradna manjšina priznani tudi Romi - Sinti.j 

### Religija
Medtem ko je bila severna in osrednja Nemčija izvor reformacije, sta bili Avstrija in Bavarska v 16. in 17. stoletju srce protireformacije; v tem času je absolutistična vladavina Habsburžanov uveljavljala različne stroge ukrepe za ohranitev katoliške moči in vpliva med Avstrijci. Habsburžani so sami sebe dalj časa videli kot varuhe katolištva, tako da so zatirali vsa druga verovanja in vere.
Leta 1775 je vladarica Marija Terezija mehitaristom Kongregacije armenske katoliške cerkve podelila uradno dovoljenje za naselitev v Habsburškem imperiju.
Leta 1781, v dobi avstrijskega razsvetljenstva, je cesar Jožef II. za Avstrijo izdal Tolerančni patent, s katerim je drugim veroizpovedim podelil omejeno svobodo verovanja. Verska svoboda je bila v Cislajtaniji razglašena kot ustavna pravica po Avstro-Ogrski dualnosti (Ausgleich) leta 1867, s čimer je bilo potrjeno dejstvo, da je bila monarhija poleg rimokatoliške vere tudi domovina številnih drugih veroizpovedi, npr. grške, srbske, romunske, ruske in bolgarske pravoslavne cerkve, kalvinizma, luteranskih protestantov in judovske vere. Leta 1912 je bil (po aneksiji Bosne in Hercegovine leta 1908), v Avstriji uradno priznan tudi islam.
Avstrija je ostala pod močnim katoliškim vplivom. Po letu 1918 so v času republike možje, kot sta Theodor Innitzer in Ignaz Seipel, zavzeli vodilne položaje znotraj ali blizu vlade in okrepili vpliv med avstrofašizmom; Engelbert Dollfuss in Kurt Schuschnigg sta katolištvo obravnavala v glavnem kot državno vero. Po zaključku druge svetovne vojne se je v Avstriji uveljavil sekularizem in s tem je politični vpliv Cerkve slabel.
Konec 20. stoletja je bilo približno 74 % avstrijskega prebivalstva registriranih kot rimokatoličani, medtem ko se je 5 % izreklo za protestante. Avstrijski kristjani so obvezani k plačilu članstva v cerkvi v višini 1 % dohodkov; dajatev se imenuje Kirchenbeitrag (»cerkveni prispevek«). Število vernikov v obeh glavnih cerkvah zlagoma upada. Obiskovalcev nedeljskih maš je okoli 9 % (podatek iz leta 2005).
Judovska skupnost v Avstriji (samo na Dunaju je leta 1938 štela 200.000 članov) se je med drugo svetovno vojno skrčila na 4.500. 65.000 članov je bilo ubitih v holokavstu, 130.000 pa jih je emigriralo.

### Izobraževanje
Za izobraževanje v Avstriji skrbijo delno zvezne dežele in delno država sama. Šolanje je obvezno devet let, običajno do starosti 15 let. 
V nekaterih osnovnih in srednjih šolah na Avstrijskem Koroškem poteka pouk delno tudi v slovenščini.
Predšolska vzgoja (nemško: Kindergarten), v večini dežel brezplačna, je zagotovljena za otroke v starosti med tri in šest let in, čeprav neobvezna, se zaradi visoke stopnje vključenosti pojmuje kot običajen del otroške vzgoje. V skupini je okoli trideset otrok, za katere skrbi izobražen vzgojitelj in en pomočnik. 
1. Splošnoizobraževalne obvezne šole in Poklicnoizobraževalne obvezne šole (poklicne šole)

Splošna šolska obveznost v Avstriji traja 9 šolskih let in se prične s prvim septembrom, ki sledi dokončanemu 6 letu starosti.
Učenci obiskujejo:
- od 1.-4. šolskega leta osnovno šolo (ljudsko šolo; nemško: Volksschule) ali posebno šolo (šolo s prilagojenim programom);
- od 5.-8. šolskega leta glavno šolo, splošnoizobraževalno višjo šolo (glej spodaj), višjo stopnjo ljudske šole ali posebne šole (šole s prilagojenim programom);
- v 9. šolskem letu lahko obiskujejo politehniško šolo ali pa nadaljujejo z ljudsko, glavno ali posebno šolo, lahko pa obiskujejo srednjo oziroma višjo šolo.

Spričevala, ki jih učenci prejmejo ob koncu šolskega leta, se imenujejo Jahreszeugnis, spričevala o zaključenem izobraževanju pa se imenujejo Abschlusszeugnis. Ocene so od 1 (odlično) do 5 (nezadostno).
V osnovnih šolah ni nivojskega pouka, ker ga nadomešča diferenciacija na splošno in poklicno smer v četrtem razredu. 
2. Splošno izobraževalne višje šole in Poklicno-izobraževalne višje šole

Splošnoizobraževalna višja šola (Gymnasium) obsega 4-letno nižjo in 4-letno višjo stopnjo. Zaključi se z zrelostnim izpitom. Zrelostno spričevalo daje pravico do študija na univerzah, strokovnih visokih šolah in akademijah ter pravico do zaposlitve v javnih službah.
Pogoj za vstop v 1. razred splošno izobraževalne višje šole: uspešen zaključek 4. razreda ljudske šole (ocena prav dobro ali dobro iz nemškega jezika, branja in matematike). V ostalih primerih je potreben sprejemni izpit.
3. Poklicno-izobraževalne obvezne šole in poklicno-izobraževalne srednje šole

Te šole (Hauptschule) nudijo vajencem, ki se izobražujejo za poklic, spremljajoč in strokovno usmerjen pouk (dualno izobraževanje); podpirajo in izpolnjujejo izobraževanje v podjetjih in splošno izobrazbo. V strokovno-teoretičnem in gospodarsko-poslovnem pouku poteka pouk v dveh težavnostnih skupinah. Učenci obiskujejo pouk najmanj enkrat tedensko med šolskim letom ali pa v obliki tečaja, ki v vsakem šolskem letu traja najmanj osem tednov. Število šolskih let je odvisno od trajanja učne dobe poklica. 
4. Poklicno-izobraževalne višje šole (Fachhochschule)

Te šole v petih letih posredujejo poleg poglobljene splošne izobrazbe še višjo poklicno izobrazbo; zaključek predstavlja zrelostni in diplomski izpit, s katerim si absolventi pridobijo pravico do študija na univerzah (pri nekaterih študijskih smereh je treba opraviti dodatne izpite), na strokovnih visokih šolah in akademijah oziroma pravico do zaposlitve v javnih službah. Šolska poklicna izobrazba omogoča absolventom poklicno dejavnost v nekaterih obrteh.
5. Visokošolsko izobraževanje

Je odprto za vse z opravljeno maturo. Od leta 2006 dalje možni sprejemni izpiti za nekatere študije (npr. medicina). Od leta 2001 dalje se za semester na javnih univerzah plačuje obvezna šolnina (Studienbeitrag) v višini €363,36. Šolnine ne plačajo tujci, ki ne presegajo običajne dobe študija.

## Kultura in znanost

### Glasba
Avstrijska preteklost evropske velesile in njeno kulturno okolje sta ustvarili širok prispevek k različnim oblikam umetnosti, najbolj opazno pa h glasbi. Tako je bilo avstrijsko ozemlje rojstni kraj glasbenikov kot so Joseph Haydn, Michael Haydn, Franz Liszt, Franz Schubert, Anton Bruckner, Johann Strauss starejši in Johann Strauss mlajši ter članov Druge dunajske šole, kot so Arnold Schoenberg, Anton Webern in Alban Berg. Wolfgang Amadeus Mozart je bil rojen v Salzburgu, takrat sicer delu samostojne cerkvene enote Svetega rimskega cesarstva, ki pa je bil kulturno močno vpet v Avstrijo, pa tudi večino svoje kariere je preživel na Dunaju
Salzburg je bil dolgo časa pomembno središče glasbenih novosti. Skladatelje 18. in 19. stoletja je mesto močno privlačilo zaradi pokroviteljstva Habsburžanov in s tem Dunaj utrdilo na položaju evropske prestolnice klasične glasbe. V času baroka so avstrijsko glasbo zaznamovali slovanski in madžarski ljudski elementi. Dunaj je sicer pričel pridobivati na pomenu že v zgodnjem 16. stoletju, takrat osredotočen okoli glasbil, med drugim lutnje. Na Dunaju je večino svojega življenja preživel Ludwig van Beethoven. Trenutna avstrijska himna, Mozartovo delo, je to postala po drugi svetovni vojni in nadomestila tradicionalno, ki je bila delo Josepha Haydna.
Herbert von Karajan je z 200 milijonov prodanimi ploščami med najuspešnejšimi dirigenti v zgodovini. Kljub nekaterim kritikam, da je njegova interpretacija preveč plehka, ima status enega največjih dirigentov vseh časov; od 1960. let do smrti je bil dominantna osebnost v evropski klasični glasbi.
Avstrija je proizvedla znanega jazz glasbenika, klaviaturista Josefa Zawinula, ki je odigral pionirsko vlogo pri elektronskih glasbilih v jazzu in hkrati bil priznan samostojni skladatelj. Pop in rock glasbenik Falco je bil svetovno znan v 1980-ih, zlasti zaradi svoje uspešnice »Rock Me Amadeus«, posvečene Mozartu. Bobnar Thomas Lang je rojen na Dunaju leta 1967; zaradi tehničnih spretnosti je svetovno znan, igral pa je tudi z glasbeniki, kot sta Geri Halliwell in Robbie Williams.
10. maja 2014 je Avstrija s skladbo »Rise Like a Phoenix«, ki jo izvaja avstrijski transvestitski umetnik Conchita Wurst, osvojila Tekmovanje za pesem Evrovizije 2014. Za Avstrijo je bila to druga zmaga, prvo je država dosegla leta 1966.

### Umetnost in arhitektura
Znani avstrijski umetniki so slikarji Ferdinand Georg Waldmüller, Rudolf von Alt, Hans Makart, Gustav Klimt, Oskar Kokoschka, Egon Schiele, Carl Moll, in Friedensreich Hundertwasser, fotografi Inge Morath in Ernst Haas ter arhitekti, kot so Johann Bernhard Fischer von Erlach, Otto Wagner, Adolf Loos, in Hans Hollein (dobitnik Pritzkerjeve nagrade za arhitekturo leta 1985).

### Film in gledališče
Sascha Kolowrat je bil avstrijski pionir filmografije. Billy Wilder, Fritz Lang, Josef von Sternberg in Fred Zinnemann, ki so se proslavili kot mednarodno pomembni filmski producenti, izvirajo iz Avstrije. Willi Forst, Ernst Marischka in Franz Antel so obogatili popularno kinoprodukcijo v nemško govorečih državah. Michael Haneke je postal mednarodno znan po svojih odmevnih filmskih študijah, leta 2010 pa je za svoj med kritiki dobro sprejet film Beli trak prejel tudi nagrado zlati globus.
Prvi avstrijski prejemnik oskarja je bil Stefan Ruzowitzky. Mednarodno kariero so si ustvarili tudi igralci Peter Lorre, Helmut Berger, Curd Jürgens, Senta Berger, Oskar Werner, in Klaus Maria Brandauer. Hedy Lamarr in Arnold Schwarzenegger sta postala ameriški in mednarodni filmski zvezdi (slednji je postal tudi 38. kalifornijski guverner). Christoph Waltz je slavo požel za svojo vlogo v filmu Neslavne barabe (Inglourious Bastards) in si z njo leta 2009 na filmskem festivalu v Cannesu prislužil nagrado za najboljšega igralca, leta 2010 pa še oskarja za stransko vlogo. Max Reinhardt je bil specialist za spektakularne in inteligentne gledališke predstave. Otto Schenk ni bil le dober odrski igralec, temveč tudi operni režiser.

### Znanost in filozofija
Avstrija je bila zibelka številnih znanstvenikov z mednarodnim slovesom. Med njimi so Ludwig Boltzmann, Ernst Mach, Victor Franz Hess in Christian Doppler, vsi pomembni znanstveniki 19. stoletja. V 20. stoletju so bili v 1920. in 1930. letih v jedrski fiziki in kvantni mehaniki ključni prispevki znanstvenikov, kot so Lise Meitner, Erwin Schrödinger in Wolfgang Pauli. Sodobni kvantni fizik Anton Zeilinger je znan po prvi prikazani kvantni teleportaciji.
Poleg fizikov je Avstrija rodni kraj dveh izmed bolj znanih filozofov 20. stoletja, Ludwiga Wittgensteina in Karla Popperja. Poleg njiju so bili znani Avstrijci še biologa Gregor Mendel in Konrad Lorenz ter matematik Kurt Gödel, pa tudi inženirji, kot sta Ferdinand Porsche in Siegfried Marcus.
Avstrijska znanost je bila vedno osredotočena na medicino in psihologijo, začenši s Paracelsusom v srednjem veku. Na dosežkih dunajske medicinske šole 19. stoletja so gradili Theodore Billroth, Clemens von Pirquet, in Anton von Eiselsberg. Avstrija je bila dom znanstvenikov, kot so začetnik psihoanalize Sigmund Freud in oče individualne psihologije Alfred Adler, psihologov Paula Watzlawicka ter Hansa Aspergerja in psihiatra Viktorja Frankla.
Avstrijska ekonomska šola, ki je ena glavnih usmeritev v sodobni ekonomski znanosti, je povezana z ekonomisti, kot so Carl Menger, Joseph Schumpeter, Eugen von Böhm-Bawerk, Ludwig von Mises in Friedrich Hayek. Drugi znani avstrijski izseljenci so teoretik managementa Peter Drucker, sociolog Paul Felix Lazarsfeld in biolog Sir Gustav Nossal.

### Narodna noša
Dirndl [ˈdɪʁndl̩] je tradicionalno žensko oblačilo s področja Nemčije (še posebej Bavarske), Švice, Lihtenštajna, Avstrije in Južne Tirolske. Osnova za oblačilo je zgodovinsko oblačilo alpskih podeželanov. Oblačila, ki so po videzu delno podobna tej osnovi, so znana po imenu Landhausmode (»moda s podeželskim navdihom«). Dirndl krilo običajno opisuje lahko krožno odrezano obleko, nabrano okoli pasu in z dolžino malce preko kolena. Dirndl je sestavni del Tracht mode, značilne zlasti za Avstrijo in Bavarsko.

### Hrana in pijača
Sodobna avstrijska kuhinja izhaja iz Avstro-ogrskega cesarstva. Je večinoma tradicionalna kraljevska kuhinja (»Hofküche«), ki so jo stregli skozi stoletja. Znana je po uravnoteženih različicah govedine in svinjine ter brezštevilnih dodatkih zelenjave. Znani so tudi slaščičarski izdelki »Mehlspeisen«, ki zajemajo specialitite, kot na primer sacher torta, krofi ("Krapfen"), ki so običajno polnjeni z marelično marmelado ali kremo, in zavitek (»Strudel«: jabolčni zavitek »Apfelstrudel«, skutni zavitek »Topfenstrudel« ali smetanov zavitek »Millirahmstrudel«).
Kot dodatek tradicionalni domači kulinariki so nanjo vplivale tudi madžarska, češka, židovska, italijanska, balkanska in francoska kuhinja, od katerih je avstrijska kuhinja povzemala tako jedi kot tudi načine priprave. Na podlagi tega bi avstrijsko kuhinjo lahko prepoznali kot eno najbolj multikulturnih in nadkulturnih kuhinj v Evropi.
Tipične avstrijske jedi so dunajski zrezek (Wiener Schnitzel), svinjska pečenka (Schweinsbraten), cesarski praženec (Kaiserschmarren), različni cmoki (Knödel), sacher torta (Sachertorte) in kuhana govedina (Tafelspitz). Znani so tudi koroški Kasnudeln (pri koroških Slovencih krapci), ki so testeni žepki, polnjeni s skuto, krompirjem, zelišči in meto, preliti s stopljeno svinjsko zaseko, mastjo ali maslom ter postreženi s solato. Pozimi je čas za Grenadiermarsch. Priljubljene so jedi z lisičkami. Bonboni Pez so doma iz Avstrije, tako kot Mannerjeve slaščice. Avstrija je znana tudi po Mozartovih kroglicah in svoji kavni tradiciji.
Pivo, podobno kot v Sloveniji, točijo v vrčke po 0,2 litra (Pfiff), 0,3 litra (Seidel, kleines Bier ali Glas Bier) in 0,5 litra (Krügerl, großes Bier ali Halbe). Na prireditvah v bavarskem stilu točijo tudi liter (Maß) ali dva (Doppelmaß). Najbolj priljubljene vrste piva so ležak (lager ali Märzen), naravno motno pivo (Zwicklbier) in pšenično pivo. Ob praznikih, na primer ob božiču ali veliki noči, je naprodaj tudi temno pivo (bock).
Najpomembnejša vinorodna območja so Spodnja Avstrija, Gradiščanska, Štajerska in Dunaj. Sorta grozdja Grüner Veltliner je osnova za nekaj najbolj znanih belih vin, medtem ko je najbolj razširjena rdeča sorta Zweigelt.
V Zgornji in Spodnji Avstriji, na Štajerskem in Koroškem je razširjena proizvodnja mošta (Most, izgovori se podobno kot v slovenščini) iz hrušk ali jabolk. Pije se tudi žganje (Schnaps), z do 60 % alkohola, narejeno iz različnih vrst sadja. Če prihaja iz male zasebne destilirnice, ki jih je v Avstriji okoli 20.000, se imenuje Selbstgebrannter ali Hausbrand.
- Wiener Schnitzel, dunajski zrezek
- Germknödel z vanilijevim prelivom in makom, golaževa juha in kajzerica (Germknödel mit Vanille-Sauce, Mohn, Gulaschsuppe, Kaisersemmel)
- Tafelspitz, kuhana govedina s hrenom, krompir kot priloga
- Kasnudeln (krapci) brez zabele
- Jabočni zavitek (Apfelstrudel)
- Sacherjeva torta iz dunajskega hotela Sacher
- Einspänner Kaffe: sproščujoča skodelica kave je dunajska specialiteta

### Šport
Zaradi goratega površja je alpsko smučanje prevladujoč avstrijski šport. Priljubljeni so tudi sorodni zimski športi, kot sta deskanje na snegu in smučarski skoki. Avstrijski športniki, kot so Annemarie Moser-Pröll, Franz Klammer, Hermann Maier, Toni Sailer, Benjamin Raich, Marlies Schild in Marcel Hirscher, so na splošno znani kot eni največjih alpskih smučarjev vseh časov. Bob, sankanje in skeleton so prav tako priljubljeni dogodki na stezi v kraju Igls, ki je tudi gostil tovrstne tekme na Zimskih olimpijskih igrah leta 1964 in 1976 v Innsbrucku. Leta 2012 je Innsbruck gostil Zimsko olimpijado mladih. Rekreativno smučanje je možno na številnih smučiščih,  med katerimi se nekatera uvrščajo med najboljša v Evropi (npr. Obergurgl, Kuhtai, St. Anton, Zell am See-Kaprun, Schladming, Kitzbühel, Soll in Hintertux).
Priljubljen ekipni šport je nogomet, ki ga ureja Avstrijska nogometna zveza. V avstrijski zvezni ligi (Austrian Bundesliga) igrajo znani nogometni klubi, kot so SK Rapid Wien, FK Austria Wien, Red Bull Salzburg in Sturm Graz. Poleg nogometa potekajo profesionalna ligaška tekmovanja v hokeju in košarki. Priljubljena je tudi konjska ježa, tudi na podlagi slavne Španske jahalne šole z lipicanci z Dunaja.
Iz Avstrije prihaja nekaj znanih dirkačev Formule 1, med njimi Niki Lauda, Jochen Rindt in Gerhard Berger. Občasno so na dirkališču v Zeltwegu (prvotno Österreichring, kasneje A1-Ring, sedaj Red Bull Ring) tudi uradne dirke Formule 1 za Veliko nagrado Avstrije. Pod avstrijsko licenco v Formuli 1 tekmujeta dve ekipi, Red Bull Racing in Scuderia Toro Rosso.